# Frutiger Aero

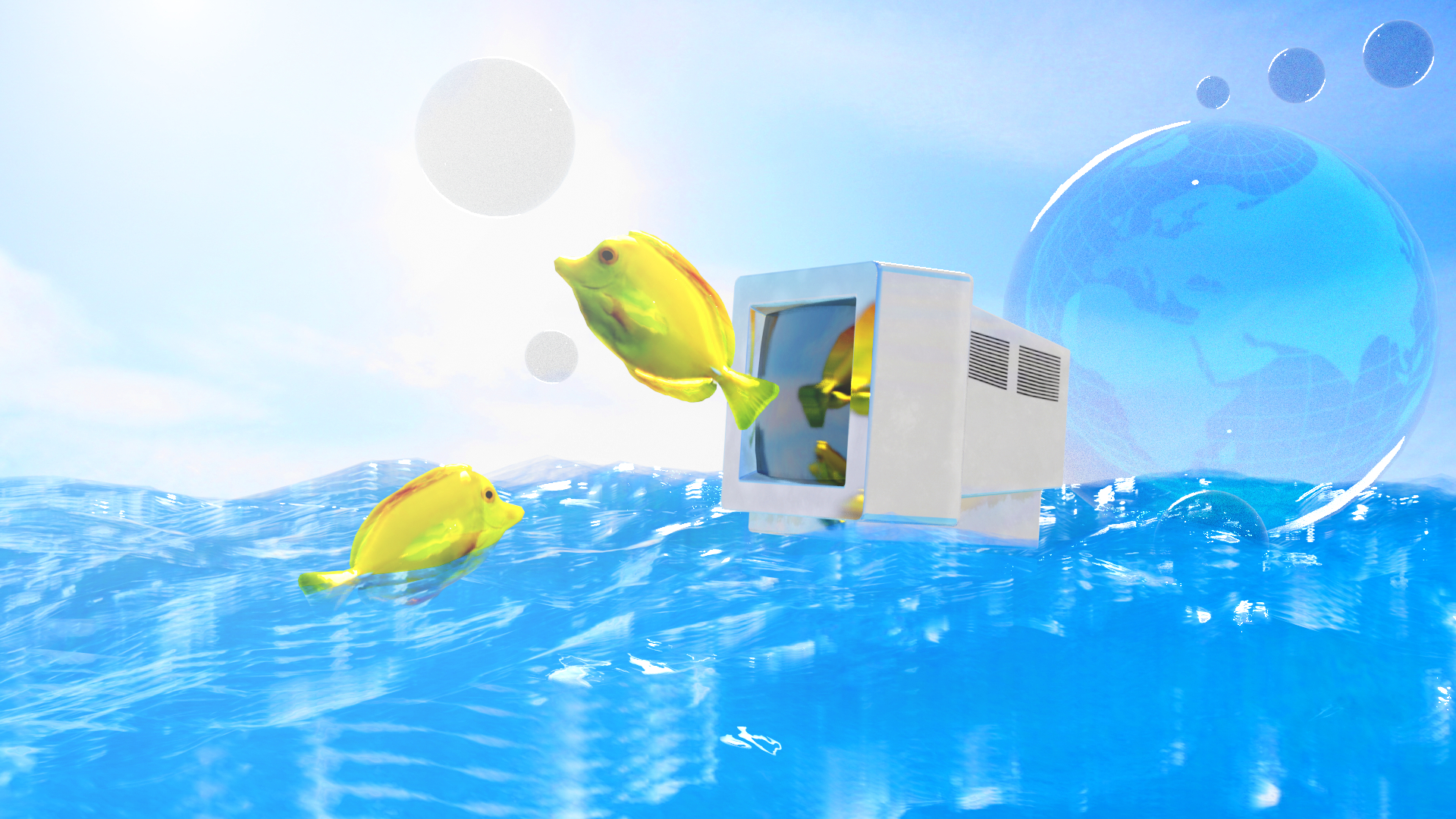
Frutiger Aero风格的图片

Frutiger Aero是流行于2000年代中期至2010年代初期的一种设计风格，其以自然和科技相融合为特色，常使用色彩明亮鲜艳、富有光泽、透明或半透明状、擬物化和与自然相关的事物元素，常见于广告、用户界面（UI）、数码产品、建筑场所等的设计中。其继承接替了1990年代末至2000年代初流行的Y2K美学，在2010年代后逐渐被極簡主義和扁平化设计取代。其于2023年在社交媒体上重新流行，作为一种美学和懷舊对象受到Z世代的欢迎。
Frutiger Aero一词由網上社群消费者美学研究所（CARI）成员索菲亚·李（Sofia Lee）于2017年提出，来源于阿德里安·弗鲁提格设计的Frutiger系列字体和Microsoft Windows的UI設計語言Windows Aero。

## 发展历史

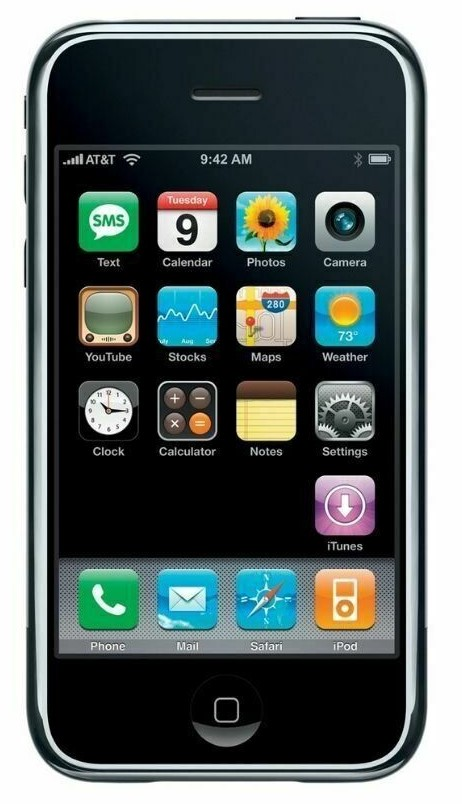
Frutiger Aero风格的UI，图为运行iPhone OS 1系统的第一代iPhone（2007年）

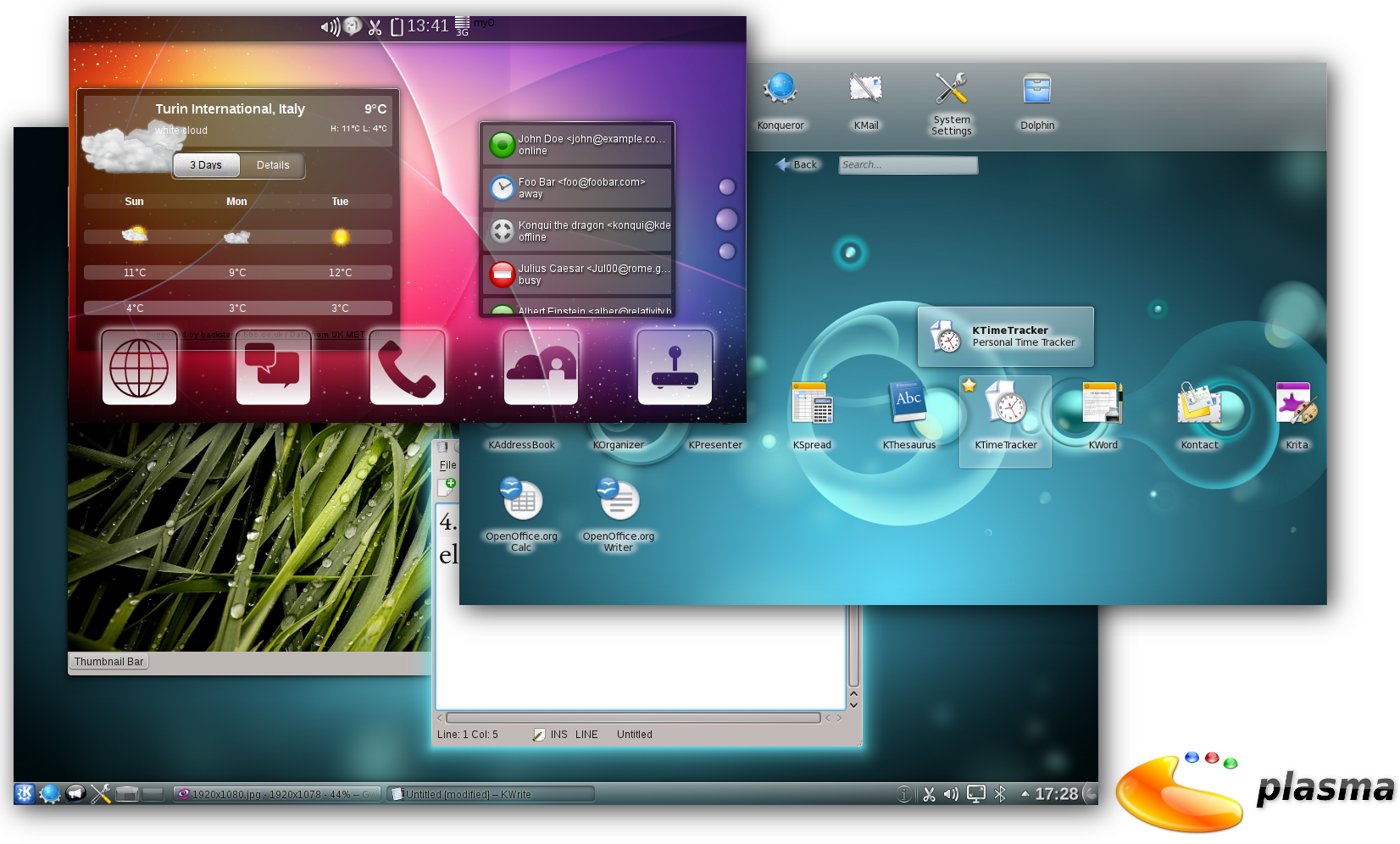
Frutiger Aero风格的UI，图为2011年的KDE Plasma 4

Frutiger Aero大致流行于2004年至2013年间:459:1720，其出现受1990年代末至2000年代初流行的Y2K美学和Web 2.0初期技术发展的影响:460。该设计风格在其流行最广的时期并无确切名称:465，而Frutiger Aero这一名称由消费者美学研究所成员索菲亚·李（Sofia Lee）于2017年提出:6，来源于阿德里安·弗鲁提格设计的Frutiger系列字体和Microsoft Windows的UI設計語言Windows Aero，后者使用于Windows Vista（2006年）和Windows 7（2009年）:463。因为常使用富有光泽的元素，Frutiger Aero有时也被称为Web 2.0 Gloss:463。
Frutiger Aero在2000年代中期至2010年代初期常见于广告、包装、用户界面（UI）、数码产品、图库素材、电影、电子游戏、室内设计等领域中:459，其中以UI的设计为主。学者埃米尔汗·阿夫哲（Emirhan Avcı）认为Windows Aero是最早体现Frutiger Aero的UI設計語言，且Windows Vista是该风格的“最早的成熟示例之一”:461。其他被学者和评论家认为体现Frutiger Aero风格的事物还包括PlayStation 3（2006年），Xbox 360（2005年）等第七代游戏机:459；《模拟人生3》（2009年）、《Wii Sports》（2006年）等电子游戏；电影《机器人总动员》（2008年）、iOS 7以前的iOS系统:468、Windows XP的默认壁纸《Bliss》等。
2010年代后，Frutiger Aero的流行程度逐渐减弱，在UI等方面很大程度上被極簡主義和扁平化设计取代，比如企业孟菲斯（Corporate Memphis）。埃米尔汗·阿夫哲认为Frutiger Aero在此时期衍生出另一基于矢量图形的分支，名为Frutiger Metro，该名称来自Windows 8（2012年）使用的现代UI（Metro UI）设计语言，可看作是Frutiger Aero向扁平化转变的过渡风格:462。

## 特征和主题
Frutiger Aero通常使用色彩明亮鲜艳、光滑圆润、富有光泽、透明或半透明状、3D效果的元素，颜色上以蓝色和绿色居多:468:1720。在UI设计中还可表现在擬物化的图标和图形用户界面（GUI），即在二维平面上表现三维物体和现实事物的外观，比如旧版iOS系统使用老式电视机的图案作为YouTube的应用程序图标:468。与自然景物的融合也是其重要特征，常见的事物元素包括草地、蓝天、水景、气泡、极光、热带鱼、散景效果等:1720。
Frutiger Aero设计风格和美学常被描述为一种复古未来主义或乌托邦式的未来主义，其也被称作一种极繁主义美学，并带有一定环境保护主义观念。《卫报》的艾莉·维奥莱特·布拉姆利（Ellie Violet Bramley）认为其代表着“技术乐观主义”的2000年代。埃米尔汗·阿夫哲称其描绘了自然和数字技术“交织在一起”的未来:472，且鲜艳的色彩反映了那时在科技上“乐观向上的精神”:468。数字文化学者劳拉·古德特 （Laura Goudet） 表示Frutiger Aero呈现了“效率与环境共存的乌托邦”，形成于人们对科技有害影响尚普遍持有“天真”认知的时期。索菲亚·李认为当时的科技公司采用该设计风格的原因之一是为了“传达一种平易近人和友好的感觉”。消费者美学研究所的埃文·柯林斯（Evan Collins）表示该风格的UI设计有助于当时的人们适应逐渐普及的触摸屏电子产品。
Frutiger Aero和Y2K美学存在相似之处，有学者和评论家对两者进行了对比。埃米尔汗·阿夫哲认为Y2K反映了人们对未来技术的焦虑和不确定，而Frutiger Aero则通过让自然与技术和谐相处，提出了一种更加乐观的解决方案:479。互聯網文化专家阿曼达·布伦南（Amanda Brennan）在接受《Dazed》采访时表示Frutiger Aero“有很多Y2K所没有的希望”。

## 新趋势
2023年初至2024年，Frutiger Aero在社交媒體上重新引起人们的兴趣，随后发展为新的流行趋势和懷舊浪潮:1720。评论家在TikTok、YouTube、Reddit等平台上发现以Frutiger Aero为主题的内容板块获得了很高的热度，一些视频的配文和帖子写道：“我们被承诺但从未实现的未来”:1720。截至2024年1月，TikTok上#frutigeraero标签的视频播放量已超过4.16亿次。
《卫报》的艾莉·维奥莱特·布拉姆利认为该现象是对当下人工智能热潮的反应。《世界报》的劳雷·科罗米内斯（Laure Coromines）认为这表达了人们对被视为“伊甸園”的技术时代的怀旧之情。阿曼达·布伦南表示人们对Frutiger Aero的兴趣源于其以自然为中心的意象和乐观主义精神，这也与Z世代环保意识的增强相呼应。趋势专家汉娜·克拉格斯（Hannah Craggs）称“动荡和不确定的时期”引起了人们的怀旧情绪，且该现象也体现了人们对主流的扁平化和極簡主義设计风格的厌倦。作家艾莉·罗伯特姆（Allie Rowbottom） 指出Frutiger Aero美学中人类的缺失，并将其归因于Z世代对普遍存在的人類中心主義和“压迫性审美标准”的厌恶。索菲亚·李称Frutiger Aero展现了“当今世界已经失去的一些东西”。埃文·柯林斯称这表明“Z世代可能希望回到一个更简单的时代”，但他也发现许多社交媒体用户使用生成式人工智能制作Frutiger Aero风格的图像，认为这“有点破坏了光环”。